# Katharina Hinsberg

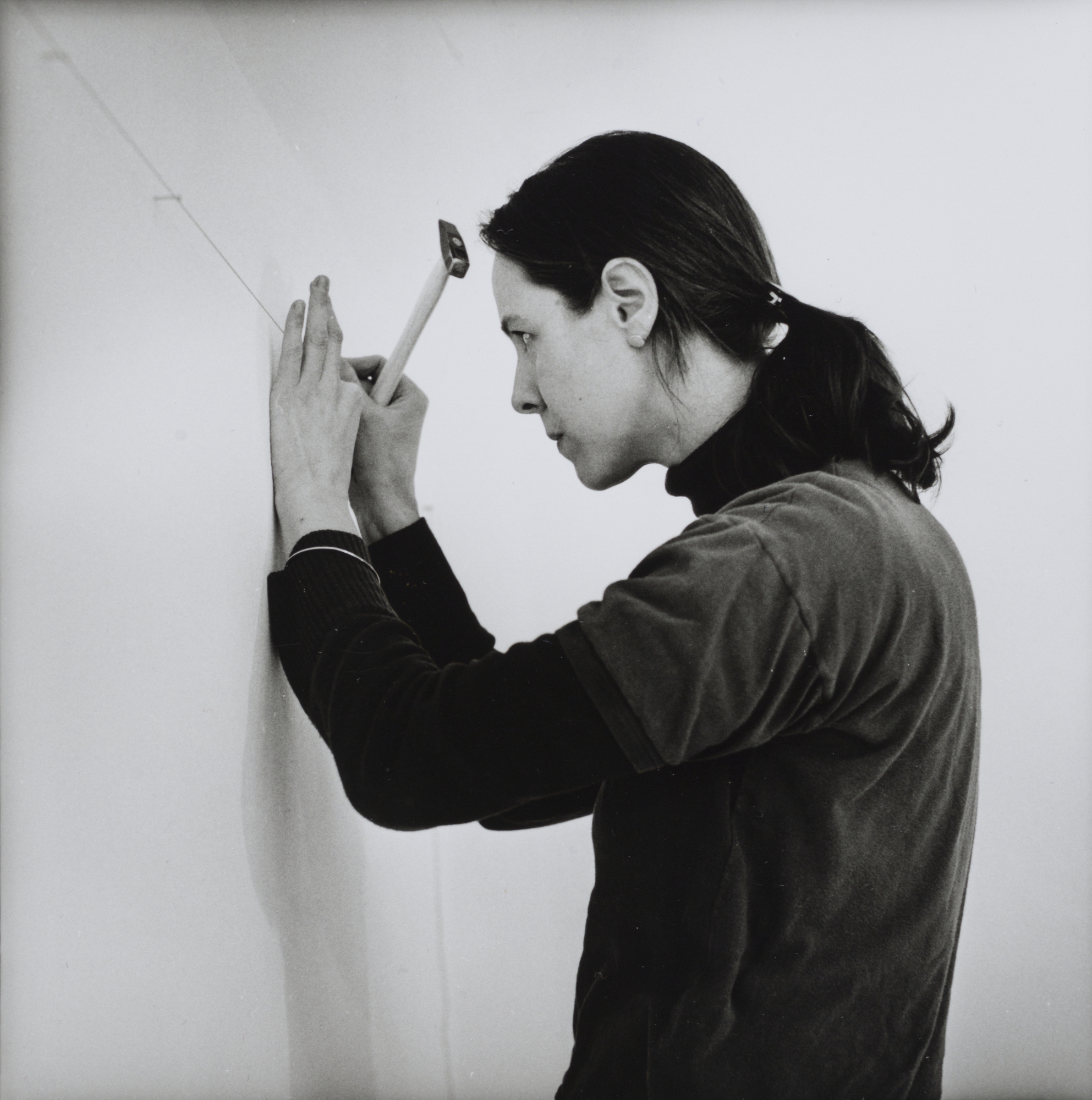
Katharina Hinsberg in der Villa Waldberta (2002)

Katharina Hinsberg (* 1967 in Karlsruhe) ist eine deutsche Künstlerin und Hochschullehrerin an der Hochschule der Bildenden Künste Saar in Saarbrücken.

## Leben
Von 1987 bis 1989 arbeitete Hinsberg am Theaterhaus Stuttgart, ehe sie 1989 ein Studium der bildenden Kunst an der Akademie der bildenden Künste München begann. Von 1990 bis 1993 studierte sie dann Bildende Kunst an der Hochschule der bildenden Kunst Dresden, von 1993 bis 1995 Bildhauerei an der Ecole des Beaux Arts Bordeaux.
Von 2003 bis 2009 war Hinsberg Professorin für Zeichnen an der Hochschule für Künste Bremen. Seit 2011 ist sie Professorin für Konzeptuelle Malerei an der Hochschule der Bildenden Künste Saar.
Hinsberg ist Mitglied im Deutschen Künstlerbund. Katharina Hinsberg ist die Schwester der Künstlerin Veronike Hinsberg. Sie lebt in Neuss.

## Werk
Hinsberg arbeitet vor allem mit Zeichnungen und deren Auswirkung auf den Raum. So zeichnet sie nicht nur, sondern arbeitet auch mit den Mitteln der Installation und der Bildhauerei, wie etwa mit Scherenschnitten, die sie in den Raum hängt. Zentrales Gestaltungsmittel ist meist die Linie.

## Auszeichnungen
- 1994: Reisestipendium der Ecole des Beaux Arts Bordeaux für Los Angeles
- 1994: Studienstipendium des deutsch-französischen Jugendwerks
- 1996: Dorint-Preis, Hochschule der bildenden Kunst Dresden
- 1996: Stipendium Akademie Schloss Solitude, Stuttgart
- 1998: Stipendium Kunststiftung Baden-Württemberg
- 1999: Stipendium Kunstfonds e.V
- 2000: Artist in Residence, The Chinati Foundation, Marfa, Texas, Projektförderung durch die GOLART-Stiftung
- 2001: Förderpreis der Stadt Konstanz
- 2001: Stipendium der Landeshauptstadt München, Villa Wadberta, Feldafing
- 2002: Stipendium Cité des Arts, Paris
- 2004: Workspace Program, MUKA Printstudio, Auckland, Neuseeland
- 2010: 1. Preis Kunst-am-Bau-Wettbewerb, Bundesministerium für Ernährung, Landwirtschaft und Verbraucherschutz, Berlin
- 2011: 1. Preis Kunst im öffentlichen Raum, Praktikumsgebäude Anorganische Chemie, Universität Saarbrücken
- 2013: Künstlerinnenpreis des Landes Nordrhein-Westfalen, Förderpreis
- 2014: 1. Preis Kunst-am-Bau-Wettbewerb, Staatsanwaltschaft Ulm
- 2017: 1. Preis Kunst-am-Bau Wettbewerb, Zentrum für Mikrotribologie, Karlsruhe
- 2018: Nominierung Prix d’Art Robert Schuman, Metz[3]

## Ausstellungen (Auswahl)

### Einzelausstellungen
- 1998: Musée des Beaux-Arts d’Agen
- 1998: Villa Bosch, Radolfzell
- 1998: Land, Striche, Schnitte. Städtische Galerie Albstadt
- 1999: Zeichnung heute II. Kunstmuseum Bonn
- 1999: Galerie Maerz, Linz
- 2000: Frieze of Fricatives. Open House, The Chinati Foundation, Marfa, Texas, USA
- 2000: Holder/Holder. Artothek Wien
- 2000: Zirkumstanzen. Kunstverein Freiburg
- 2001: Wall Work. Dortmunder Kunstverein
- 2001: Kunstverein Wilhelmshöhe Ettlingen
- 2002: Division. Städtische Galerie am Markt, Schwäbisch Hall
- 2002: Städtische Galerie im Wessenberghaus, Konstanz
- 2002: Hors-Champ, Zeichnung. Museum Schloss Hardenberg, Velbert
- 2003: Lichtes Maß I. Raum für Kunst, Kunstverein Ravensburg
- 2005: Die Annahmen der Linie. Nassauischer Kunstverein, Wiesbaden
- 2008: Perceiden. Kunstmuseum Stuttgart
- 2008: streifen. Landesgalerie Oberösterreich im Landesmuseum Linz
- 2010: spatien. Kunstverein Würzburg
- 2011: spatien. Museum DKM, Duisburg
- 2012: Fluren (Die Teile und das Ganze), Kunstverein Ulm, Ulm
- 2014: Feldern (Farben), Kunstsammlung NRW, Düsseldorf
- 2014: Künstlerinnenpreis NRW (mit Nanne Meyer), Museum Goch
- 2015: Itinerar, Katharina Hinsberg, Museum Pfalzgalerie Kaiserslautern
- 2015: Giornata, Saarländisches Künstlerhaus, Saarbrücken
- 2015: Feldern (Farben), Kunsthaus Baselland, Basel
- 2016: Feldern (Farben)[4], Kunstmuseum Ravensburg
- 2016: Arbeiten auf Papier, Museum DKM[5]
- 2016: Katharina Hinsberg, Bernhard Knaus Fine Art, Frankfurt am Main[6]
- 2018: ... sondern vom äußersten Saum, und selbst von der Farbe der Dinge ... Kunstverein Konstanz
- 2019: Saarlandmuseum Moderne Galerie, Saarbrücken
- 2019: Ich möchte eine Linie im Raum, Kunsthalle Göppingen
- 2022: Katharina Hinsberg. Still Lines, Kunstmuseum Villa Zanders

### Gruppenausstellungen
- 1997: Zu Genadij Ajgi. Staatliches Kunstmuseum Tschuwaschien, Tscheboksary, GUS
- 1997: zeichnen. Deutscher Künstlerbund, Germanisches Nationalmuseum Nürnberg
- 1999: Solitude in Budapest. Ernst-Múzeum, Muczarnoc, Budapest
- 2000: Decodierung: Recodierung. Kunsthalle Wien
- 2003: Der silberne Schnitt – 25 Jahre Kunststiftung Baden-Württemberg. Württembergischer Kunstverein, Stuttgart
- 2007: Gegen den Strich. Kunsthalle Baden-Baden
- 2009: Vom Glück zu sammeln. Staatliche Kunsthalle Karlsruhe
- 2009: Die Gegenwart der Linie. Staatliche Graphische Sammlung München in der Pinakothek der Moderne, München
- 2009: Zeichnung als Prozess – aktuelle Positionen der Grafik. Museum Folkwang Essen
- 2010: Cut. Scherenschnitte 1970–2010. Kunsthalle Hamburg
- 2010: Vom Esprit der Gesten. Hans Hartung, das Informel und die Folgen. Staatliche Museen zu Berlin, Kupferstichkabinett
- 2010: linie, line, linea. Zeichnung der Gegenwart. Kunstmuseum Bonn
- 2011 Lost in Lace. Birmingham Museum and Art Gallery
- 2011: linie, line, linea. Museo Nacional de Artes Visuales Montevideo, Uruguay und Instituto Cultural Cabanas Guadalajara, Mexiko
- 2011: Cut. Scherenschnitte. Museum Moderner Kunst Kärnten
- 2012: Rasterfahndung. Kunstmuseum Stuttgart
- 2013: Landeskunstausstellung Saar[7]
- 2013: Cloth and Memory. Salts Mill, Saltaire Yorkshire, UK
- 2013: Weltreise. Kunst aus Deutschland unterwegs. Werke aus dem Kunstbestand des ifa 1949 – heute. ZKM Karlsruhe
- 2013: Bestbooks. Kunstbibliothek, Staatliche Museen zu Berlin, Berlin
- 2013: linie, line, linea. Centro de Arte Contemporáneo de Quito, Quito, Ecuador
- 2013: linie, line, linea. Museo Nacional de Arte, La Paz, Bolivien
- 2013: linie, line, linea. Museo de Arte del Banco de la República, Bogota, Kolumbien
- 2013: Faden – Von der Komplexität des Unscheinbaren. Deutscher Künstlerbund, Berlin
- 2013: Wetterdämmerung. Kunstwerk, Sammlung Alison und Peter W. Klein. Eberdingen-Nussdorf
- 2014: Weltreise. Kunst aus Deutschland unterwegs. Werke aus dem Kunstbestand des ifa 1949 – heute. MMOMA, Moscow Museum of Modern Art, Moskau, Russische Föderation
- 2014: Sieben. Aktuelle Positionen aus der Sammlung Marli Hoppe-Ritter. Museum Ritter, Waldenbuch
- 2014: linie, line, linea. Museu de Arte Leopoldo Gotuzzo (MALG) Pelotas, Brasilien
- 2017: Rot kommt vor Rot, Sammlungspräsentation Museum Ritter, Waldenbuch[8][9]
- 2017: Über den Umgang mit Menschen, wenn Zuneigung im Spiel ist. Sammlung Klein – Kunstmuseum Stuttgart, Stuttgart
- 2017: Die Linie ist Gedanke – Faszination Zeichnung – Galerie Stihl, Waiblingen
- 2018: Auf der ganzen Linie, Kunstraum Alexander Bürkle, Freiburg
- 2018: Städtische Galerie Neunkirchen
- 2018: Schnittstelle, August Macke Haus, Bonn
- 2018: Sexy and cool, Kunsthalle Tübingen
- 2019: Zwischen Schwarz und Weiss, Museum Pfalzgalerie Kaiserslautern
- 2020/2021: Mind the gap: Zwischen bekannten und neuen Räumen,[10] Museum für Konkrete Kunst Ingolstadt
- 2021: Katharina Hinsberg / Karim Noureldin, Bernhard Knaus Fine Art, Frankfurt am Main[11]